# Praefaunala armilla
Praefaunala armilla är en fjärilsart som beskrevs av Butler 1867. Praefaunala armilla ingår i släktet Praefaunala och familjen praktfjärilar. Inga underarter finns listade i Catalogue of Life.